# 霓裳羽衣の曲
霓裳羽衣の曲（げいしょう ういのきょく）は、唐の玄宗が楊玉環のために作ったとされる曲。

## 概要
霓裳羽衣の曲は玄宗が婆羅門系の音楽をアレンジした曲と言われる。玄宗は愛妾である楊玉環のお披露目の際、この曲を群臣に披露し、群臣に楊玉環が特別な存在であると意識させた。
楽史「楊太真外伝」によると、玄宗が三郷駅に登り、女几山を望んだ時に作曲したものである説と、玄宗が、仙人の羅公遠に連れられ、月宮に行き、仙女が舞っていた曲の調べをおぼえて作らせた説双方が記されている。
楊貴妃もこれに合わせて、舞うのを得意としたという。
しかし、玄宗期に起こった安史の乱以降、この曲は国を傾けた不祥の曲であると忌まれ、楽譜も散逸した。白居易の「長恨歌」にも曲名が登場する。
| 「                               | 漁陽鼙鼓動地來 漁陽の鼙鼓（へいこ） 地を動（どよ）もして来たり、 驚破霓裳羽衣曲 驚破（けいは）す 霓裳羽衣の曲。 | 」 |
| —白居易（『長恨歌』31-32行より） | |    |

その後、南唐の後主である李煜により復元された。